# تپه سائین
تپه سائین مربوط به دوره ساسانیان است و در شهرستان نیر، بخش کورائیم، دهستان یورتچی شرقی، روستای سائین واقع شده و این اثر در تاریخ ۱۸ اسفند ۱۳۸۷ با شمارهٔ ثبت ۲۴۹۳۷ به‌عنوان یکی از آثار ملی ایران به ثبت رسیده است.